# Hockey Club Valpellice 2014-2015
Questa pagina contiene i dati relativi alla stagione hockeystica 2014-2015 della società di hockey su ghiaccio Hockey Club Valpellice.

## Roster

### Portieri
- Simone Armand Pilon
- Fabio Del Vecchio
- Dušan Sidor

### Difensori
- Francesco De Biasio
- Stefan Ilic
- Trevor Johnson
- Vesa Kulmala
- Eric Michelin Salomon
- Kevin Montgomery
- Andrea Schina
- André Signoretti

### Attaccanti
- Davide Armand Pilon
- David Brine
- Scott Campbell
- Pietro Canale
- Federico Cordin
- Nathan DiCasmirro
- Martino Durand Varese
- Luca Frigo
- Matteo Mondon Marin
- Paolo Nicolao
- Matthew Pope
- Marco Pozzi
- Nicolò Rocca
- Alex Silva
- Jesse Uronen

### Allenatore
- Jeff Pyle
- Fabio Armani